# Jardim Europa (Goiânia)
Jardim Europa um bairro da região Sudoeste de Goiânia, estado de Goiás, Brasil.
Faz divisa com os bairros Jardim Atlântico, Faiçalville, Jardim Ana Lúcia, Parque Anhanguera, Jardins Florença, Jardim Planalto, Vila Rezende e Jardim Vila Boa. Em tal bairro está localizado o Terminal Bandeiras. A praça Ondina Albernaz, localizada no bairro, está abandonada e decadente.
Segundo dados do Instituto Brasileiro de Geografia e Estatística (IBGE), divulgados pela prefeitura, no Censo 2010 a população do Jardim Europa era de 11 487 pessoas.